# Lindsay Jennerich
Lindsay Jennerich (Victoria, 30 de julio de 1982) es una deportista canadiense que compitió en remo.
Participó en dos Juegos Olímpicos de Verano, obteniendo una medalla de plata en Río de Janeiro 2016, en la prueba de doble scull ligero, y el séptimo lugar en Londres 2012, en la misma prueba.
Ganó tres medallas en el Campeonato Mundial de Remo entre los años 2010 y 2014.

## Palmarés internacional
| Juegos Olímpicos   | Juegos Olímpicos          | Juegos Olímpicos | Juegos Olímpicos   |
| Año                | Lugar                     | Medalla          | Prueba             |
| ------------------ | ------------------------- | ---------------- | ------------------ |
| 2016               | Río de Janeiro (Brasil)   | Medalla de plata | Doble scull ligero |
| Campeonato Mundial |                           |                  |                    |
| Año                | Lugar                     | Medalla          | Prueba             |
| 2010               | Cambridge (Nueva Zelanda) | Medalla de oro   | Doble scull ligero |
| 2011               | Bled (Eslovenia)          | Medalla de plata | Doble scull ligero |
| 2014               | Ámsterdam (Países Bajos)  | Medalla de plata | Doble scull ligero |